# Follis (motorfiets)
Follis is een Frans historisch merk van motorfietsen.
De bedrijfsnaam was: Ets. Follis, Lyon
Follis, dat al in 1903 was opgericht, bouwde voor 1939 motorfietsen met inbouwmotoren van JAP, Python en Blackburne. Na 1945 maakte men 124- tot 248cc-machines met AMC-kopkleppers en Ydral-tweetakten en 50cc-modellen met blokken van VAP en Le Poulain. Het model Safo uit 1954 had een 175 cc Sachs-blok. In 1960 verdween het merk van de markt.